# ラランド21185
ラランド21185 (Lalande 21185) は、地球から8.21光年の距離にある恒星である。1801年にパリ天文台の天文学者ジェローム・ラランドによって発見された。変光星（閃光星）だと考えられている。軌道の分析から、惑星を有している可能性がある。もし存在すれば、プロキシマ・ケンタウリ系、バーナード星系に次いで、太陽系から3番目に近い惑星系となる。

## 名称
学術論文では、ラランド21185の他、グリーゼ411 (Gliese 411)、HD 95735 と呼ばれる。
1857年、フリードリヒ・ヴィルヘルム・アルゲランダーにより大きい固有運動が発見されたため、フリードリヒ・ヴィネッケなどにより Argelander's second star と呼ばれた。firstにあたる Argelander's star は、1842年にアルゲランダーが大きい固有運動を発見したグルームブリッジ1830である。

## 恒星
| 太陽 | ラランド21185 |
| ---- | ------------- |
| 太陽 | Exoplanet     |

ラランド21185はアルファ・ケンタウリ三連星、バーナード星、ウォルフ359に次いで太陽に近い恒星である。この恒星は低温の赤色矮星で、質量と直径が太陽の36パーセント、可視光での明るさは180分の1である。太陽の46パーセントというこの恒星の質量は、赤色矮星（M型主系列星）と橙色矮星（K型主系列星）の境界上に位置しているため、橙色矮星と見なす意見もある。この恒星がどちらの範疇に属しているかは、その終末期に赤色巨星の段階を経て白色矮星へと変化するか（橙色矮星）、赤色巨星にならず直接白色矮星へと変化するか（赤色矮星）の違いによって決定されるが、それが判明するのは早くても数百億年以上未来のことになると予想される（恒星進化論の項目を参照）。
ラランド21185は変光星であり、変光星総合カタログではりゅう座BY型変光星として登録されており、このカタログでの名前は NSV 18593 である。SIMBADなどの星表では閃光星 (フレア星) として登録されている。観測では、他の閃光星に分類される恒星と比べるといくらか静穏であることが報告されている。
ラランド21185からのX線の放射も検出されている。

## 惑星系

### 2017年以降の発見報告
| 名称 （恒星に近い順） | 質量                 | 軌道長半径 （天文単位） | 公転周期 (日) | 軌道離心率        | 軌道傾斜角 | 半径 |
| --------------------- | -------------------- | ----------------------- | ------------- | ----------------- | ---------- | ---- |
| b                     | ≥2.6888±0.25 M⊕      | 0.0789+0.00068 −0.00077 | 12.946±0.0065 | 0.12+0.12 −0.09   | —          | —    |
| c                     | ≥18.05+2.89 −2.64 M⊕ | 3.1+0.13 −0.11          | 3190+200 −170 | 0.14+0.160 −0.095 | —          | —    |

2017年にリック・カーネギー系外惑星サーベイのポール・バトラーらのチームが、ラランド21185の周囲を公転する惑星候補の発見を報告した。この天体は、W・M・ケック天文台のケックI望遠鏡および観測装置HIRESを用いたラランド21185の視線速度の測定によって発見されたもので、バトラーらは公転周期は約9.9日、下限質量は地球の3.8倍としている。この惑星がラランド21185から受け取る放射流束は、地球が太陽から日射として受ける流束の5.3倍と見積もられている。
ラランド21185のハビタブルゾーンは主星から0.22天文単位付近で、もしそこに惑星が存在するとすれば公転周期は56日以下である。
2019年のSOPHIEを用いた観測ではバトラーらが報告した約9.9日周期の視線速度の変動は検出されず、代わりに約13日周期の変動が検出されたと報告された。これに対応するラランド21185bは、下限質量は地球の3.0倍、軌道長半径は 0.0785 au と推定している。ラランド21185系はプロキシマ・ケンタウリ系に次いで太陽系から2番目に近い惑星系となる。2018年にはバーナード星でも系外惑星候補の検出が報告されており (後述のファンデカンプらによる報告とは異なる)、こちらが確認された場合は3番目に近い惑星系となる。
2021年、The California Legacy Surveyによって、ラランド21185に2番目の惑星ラランド21185cが発見された。ラランド21185cは3190日の公転周期を持ち、主星から3.1天文単位離れた場所を公転している。

### 以前の発見報告
上記の惑星候補が発見される以前の1951年に、ピート・ファンデカンプと彼の学生である Sarah Lippincott によって、アストロメトリー法を用いた惑星の発見が報告されていた。彼らはスワースモア大学のスプロール天文台の21インチ反射望遠鏡を用いて観測を行った。1960年には再び Lippincott が、過去の観測に同じ望遠鏡を用いた新しい観測データを加えて惑星検出の報告を行ったが、この時は1951年の報告とは惑星のパラメータの値が変わっていた。同時期にこの天文台で観測された写真乾板は、ファンデカンプがバーナード星周りの系外惑星発見の主張を行った際にも用いられたものである。しかし、スプロール天文台の24インチ反射望遠鏡で用いられていた写真乾板での観測結果は、後に欠陥があったことが指摘されている。ファンデカンプらによるラランド21185およびバーナード星での系外惑星の発見主張は、1974年にピッツバーグ大学・アレゲニー天文台の George G. Gatewood による位置天文測定によって否定されている。

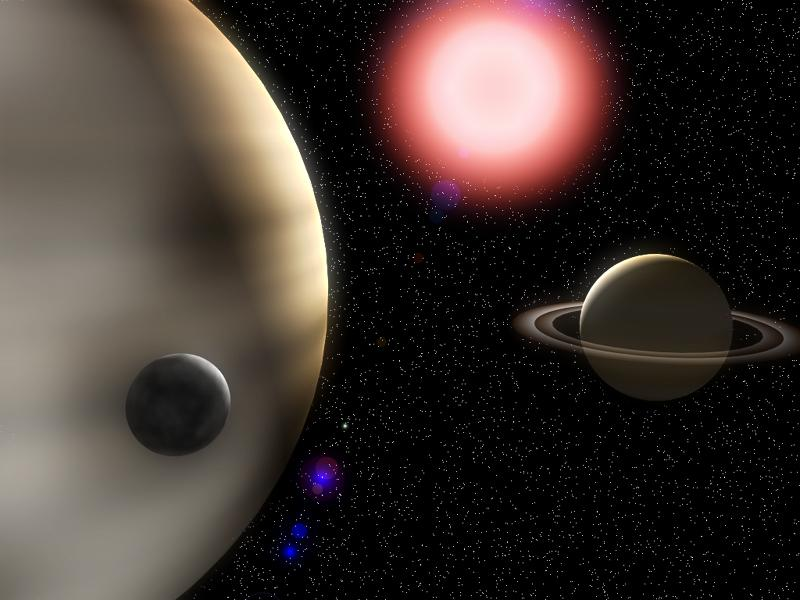
2006年に描かれた惑星の想像図

1996年に、同じく Gatewood はラランド21185に惑星系が存在する可能性をアメリカ天文学会の会合で報告し、一般紙においても報道された。3つの惑星b・c・dはいずれも木星型惑星か天王星型惑星とされた。主星に最も近い惑星候補b（2017年発見の上記候補bとは無関係の天体）は木星の9割の質量を持ち、恒星から2.2天文単位の位置を円形の軌道で5.8年かけて公転しているとされる。その衛星はトリトンのような岩石と氷で覆われた世界だと考えられているが、もしかしたら摩擦熱などの影響で間欠泉が存在するかもしれない。惑星候補cは木星の1.6倍の質量を持ち、主星から11天文単位の付近に位置し、30年かけて公転しているとされる。さらに外側に木星と同じ程度の質量を持つ惑星候補d が存在するかもしれない。
このデータは他のグループによる追観測が21世紀初頭においても成功しておらず、地上からでは精度が充分ではないアストロメトリー法によるものである事に注意を払う必要がある。コロナグラフを用いた後の観測では惑星の存在に否定的な結果が得られている。そのため、系外惑星の一般的なリストには記載されていない。
2019年の SOPHIE を用いた視線速度観測では、ファンデカンプと Lippincott が1951年に報告した惑星、および Lippincott が1960年に報告した惑星の存在は否定されている。これは、報告どおりの軌道要素や質量を持つ惑星が存在した場合、十分に検出可能なほど大きな視線速度の変動があるはずであるにも関わらず、そのような変動が検出されていないからである。Gatewood が報告した惑星に関しては軌道傾斜角の値が得られないためはっきりしないものの、仮に 45° だとした場合でも視線速度の変動は十分検出可能であり、そのような変化は見られないことが分かっている。
| 名称 （恒星に近い順） | 質量   | 軌道長半径 （天文単位） | 公転周期 (日) | 軌道離心率 | 軌道傾斜角 | 半径 |
| --------------------- | ------ | ----------------------- | ------------- | ---------- | ---------- | ---- |
| b (未確認)            | 0.9 MJ | 2.2                     | 2,100         | 0          | —          | —    |
| c (未確認)            | 1.6 MJ | 11                      | 11,000        | —          | —          | —    |
| d (未確認)            | 1 MJ   | >11                     | >11,100       | —          | —          | —    |